# Kirby Knowle
Kirby Knowle – wieś w Anglii, w hrabstwie North Yorkshire, w dystrykcie (unitary authority) North Yorkshire. Leży 39 km na północ od miasta York i 318 km na północ od Londynu.